# 毛泽东才溪乡调查旧址群
毛泽东才溪乡调查旧址群，位于中国福建省龙岩市上杭县才溪镇下才村，包括才溪区苏维埃旧址、才溪区工会旧址（列宁堂）、光荣亭、列宁台。1985年10月11日公布为第二批福建省文物保护单位。2013年3月5日公布为第七批全国重点文物保护单位。